# 順天堂大学医学部附属浦安病院
順天堂大学医学部附属浦安病院（じゅんてんどうだいがくいがくぶふぞくうらやすびょういん）は、千葉県浦安市富岡2-1-1にある病院であり、学校法人順天堂が運営する大学付属病院である。

## 沿革と特徴
人口の急激な増加によって病院の不足に悩む浦安市の誘致を受け、順天堂大学医学部附属の3番目の病院として1984年に設立された。大学病院であるが、地域医療に重点を置いている。
病床のうち290床が差額室料が必要になる差額ベッドである。また、初診時に紹介状がない場合、初診時選定医療費5,500円が加算される。
千葉ロッテマリーンズ選手を医療・栄養面で支援する協定を2019年に結んだ。

## 診療科
診療部門
- 内科1（呼吸器、消化器）
- 内科2（腎臓、膠原病、血液、糖尿病・内分泌）
- ハートセンター（循環器内科、心臓血管外科）
- 脳神経内科
- メンタルクリニック
- 小児科
- 外科
- 呼吸器外科
- 脳神経外科
- 整形外科
- 産婦人科
- 皮膚科
- 形成外科
- 泌尿器科
- 眼科
- 耳鼻咽喉科
- 放射線科
- 麻酔科
- 救急診療科
- リハビリテーション科
- 女性専用クリニック
- がん治療センター
- 血液浄化センター

診療協力部門
- 臨床検査医学科
- 薬剤科
- 中央手術室
- GCPセンター
- リハビリテーション室

## 医療機関の指定等
- 保険医療機関
- 労災保険指定医療機関
- 指定自立支援医療機関（更生医療・育成医療・精神通院医療）
- 身体障害者福祉法指定医の配置されている医療機関
- 生活保護法指定医療機関
- 戦傷病者特別援護法指定医療機関
- 原子爆弾被爆者医療指定医療機関
- 原子爆弾被爆者一般疾病医療取扱医療機関
- 公害医療機関
- 母体保護法指定医の配置されている医療機関
- 高度救命救急センター
- 臨床研修指定病院
- がん診療連携拠点病院
- 特定疾患治療研究事業委託医療機関
- DPC対象病院
- 小児慢性特定疾患治療研究事業委託医療機関

## 交通アクセス
- JR東日本京葉線新浦安駅から徒歩8分
- 新浦安駅から京成バス千葉ウエスト舞浜駅行で「順天堂病院前」下車
- 東京メトロ東西線浦安駅から京成バス千葉ウエスト舞浜駅行または東京ディズニーランド行で「順天堂病院前」下車